# Liste de pâtes

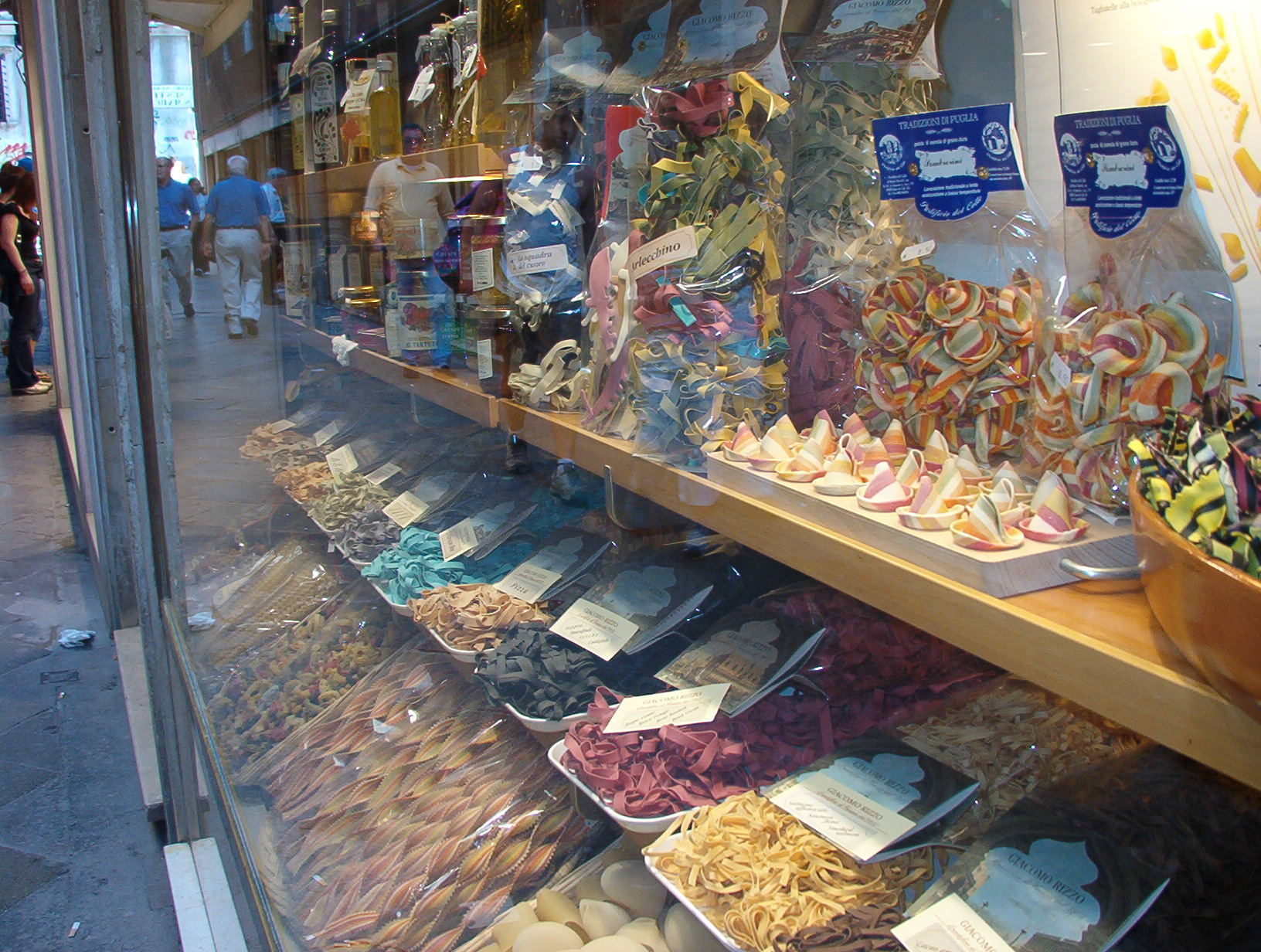
Des pâtes dans la vitrine d'un magasin à Venise.

Les pâtes alimentaires se distinguent par leur forme et par leur composition. Elles peuvent être faites exclusivement de farine de blé (mais aussi avec ajout d'œufs), mais également de blé dur, d'épeautre, de semoule, ou encore en Asie de riz, blé tendre, millet ou haricot mungo selon les traditions et les régions.
Avec entre 580 et 1300 variétés de pâtes dans le monde, l'immense majorité de celles-ci sont originaires d'Italie, en plus de quelques variétés dans les pays méditerranéens voisins (France, Espagne, Grèce, Malte...), dans le monde germanique (Suisse, Allemagne, Autriche) et en Europe centrale pour l'Europe, ainsi que bon nombre de variétés en Asie (monde arabe, Asie centrale et extrême-orient) et au Maghreb.

## Pâtes italiennes
Chacune est souvent associée à une préparation en particulier, selon son temps de cuisson, sa consistance, sa capacité à retenir la sauce, et la facilité avec laquelle on peut la manger. En Italie, la sauce à l'amatriciana, par exemple, ne se mange pas avec des pâtes cheveux d'ange, mais avec des bucatini. Certaines se mangent dans des soupes ou des bouillons.
De nombreuses variétés sont régionales et donc pas diffusées partout en Italie. En d'autres cas, une forme de pâtes en particulier peut être présente en plus d'une région sous différents noms. Par exemple, la forme appelée « rotelle » sur la liste est souvent connue sous le nom de ruote (« roue »).

## Types de pâtes

### Pâtes non-tubulaires
| Image       | Nom local                  | Autre nom | Nom français / traduction         | Description                                                                   | Région d'origine                            | Pays d'origine            |
| ----------- | -------------------------- | --- | --------------------------------- | ----------------------------------------------------------------------------- | ------------------------------------------- | ------------------------- |
| Pas d'image | Amore                      | Cuori | Amour                             | Forme de petit cœur avec intérieur strié                                      | ?                                           | Italie                    |
| Pas d'image | Bareselle                  | |                                   | Forme de pétale                                                               | ?                                           | Italie                    |
|             | Busiati                    | Busa, Busiate, Ciuffolitti, Fusarioi, Gnocchi del ferro, Maccheroni bobbesi, Subioti                                             |                                   | Longues, creuses, minces et tordues                                           | Sicile (Région de Trapani)                  | Italie                    |
|             | Caccavelle                 | |                                   | Forme de corbeille (plus grandes pâtes au monde)                              | Campanie (Naples)                           | Italie                    |
|             | Campanelle                 | Ballerine, Cornetti, Corni di bue, Gigli (« lys »)                                                                               | Campanules, Clochettes            | Forme de petit cône ou de petite fleur                                        | ?                                           | Italie                    |
| Pas d'image | Caramelle                  | | Caramel                           | Forme de caramel avec emballage                                               | ?                                           | Italie                    |
|             | Casarecce (lisce/rigate)   | Casarecci, Casareccia, Caserecce, Cesariccia                                                                                     | Fait maison                       | Courte, en forme de « S » (lisses ou striés)                                  | Sicile                                      | Italie                    |
|             | Castellane                 | Paguri | Pagure                            | Forme conique allongée                                                        | Émilie-Romagne (Parme)                      | Italie                    |
|             | Cavatelli                  | Capunti, Cavatelle, Cavati, Cavatille, Cavetiell, Cecaruccoli, Cicatielli, Crusìcchi, Fusilli Spaccati                           |                                   | Forme de coquillage avec les bords retournés                                  | Molise Pouilles Basilicate                  | Italie                    |
|             | Cencioni                   | | Petits chiffons                   | Forme de pétale, convexe et surface rugueuse                                  | Abruzzes                                    | Italie                    |
| Pas d'image | Chiocciola                 | | Escargot                          | Forme de roue                                                                 | ?                                           | Italie                    |
| Pas d'image | Chhu tagi                  | Chutagi |                                   | Forme de nœud papillon                                                        | Tibet Ladakh                                | Chine Inde                |
|             | Conchiglie (lisce/rigate)  | Abissini, Arselle, Cappettine, Cinesi rigati, Cinesini, Cocciolette, Coccioline, Margaritine, Margherite, Mezzi cocci, Tofettine | Coquilles                         | Forme de coquille (lisses ou striées)                                         | Campanie                                    | Italie                    |
|             | Conchiglioni               | Conchiglie | Grands coquillages                | Grands coquillages (peuvent être farcis)                                      | Campanie                                    | Italie                    |
| Pas d'image | Cortecce                   | |                                   | Plus larges casarecce                                                         | Campanie                                    | Italie                    |
|             | Creste di galli            | | Crêtes de coq                     | Petits, incurvés et ondulés                                                   | Abruzzes                                    | Italie                    |
|             | Dischi volanti             | Dischi, Messicani | Disques volants                   | Forme de sombrero                                                             | ?                                           | Italie                    |
| Pas d'image | Eliconi                    | Hélices |                                   | Spirales à bouts pointues                                                     | Campanie                                    | Italie                    |
|             | Farfalle                   | Colzetti, Fiochetti, Fiocconi, Galla genovese, Nastrini a Galano, Nocchette, Nocheredde, Sciancon, Strichetti                    | Papillons                         | Forme de papillon, ou de nœud papillon                                        | Ligurie                                     | Italie                    |
| Pas d'image | Farfalle rotonde           | Farfalle tonde, Fiocchetti, Francesine, Saliere, Stricchetti tondi                                                               | Papillons ronds                   | Forme de papillon avec extrémités rondes                                      | ?                                           | Italie                    |
| Pas d'image | Farfallette                | | Petits papillons                  | Farfalle un peu plus petites                                                  | ?                                           | Italie                    |
| Pas d'image | Farfallone                 | | Grands papillons                  | Farfalle un peu plus grandes                                                  | ?                                           | Italie                    |
|             | Farfalloni                 | | Grands papillons                  | Farfalle encore plus grandes                                                  | Ligurie Émilie-Romagne Abruzzes Pouilles    | Italie                    |
| Pas d'image | Fazzoletti                 | | Mouchoirs                         | Forme de mouchoirs                                                            | ?                                           | Italie                    |
| Pas d'image | Fidanzati capresi          | | Fiancées de Capri                 | Pâtes enroulées                                                               | Campanie                                    | Italie                    |
|             | Fiorentine                 | | Florentins                        | Tubes ondulés ouverts d'un côté                                               | Toscane                                     | Italie                    |
| Pas d'image | Fiocchi Rigati             | | Nœuds rayés                       | Forme de nœuds papillons rayés                                                | ?                                           | Italie                    |
|             | Fiori                      | | Fleurs                            | Extrudées et striées, en forme de fleur                                       | ?                                           | Italie                    |
| Pas d'image | Fisarmoniche               | Armoniche | Accordéons                        | Forme d'accordéons                                                            | ?                                           | Italie                    |
| Pas d'image | Frisette                   | |                                   | Forme de frisettes                                                            | ?                                           | France                    |
|             | Fusilli                    | Eliche, Rotini | De l'italien fuso (« fuseau »)    | Spirales                                                                      | Abruzzes Molise Campanie Calabre Sicile     | Italie                    |
| Pas d'image | Fusilli avellinesi         | |                                   | Torsades lisses à l'extérieur et rugueuses sur le côté bouclé                 | Campanie (Avellino)                         | Italie                    |
|             | Fusilli bucati             | Fusilli Corti Bucati |                                   | Fusilli creux                                                                 | Campanie                                    | Italie                    |
| Pas d'image | Fusilli giganti            | | Spirales géantes                  | Plus grands des fusilli                                                       | Campanie                                    | Italie                    |
| Pas d'image | Fusilli grandi             | | Grandes spirales                  | Plus grands fusilli                                                           | Campanie                                    | Italie                    |
| Pas d'image | Fusilloni                  | |                                   | Courtes, en forme d’hélice                                                    | Campanie                                    | Italie                    |
| Pas d'image | Galletti                   | | Petits coqs                       | Courbe avec double ouverture et rayures                                       | Ligurie                                     | Italie                    |
|             | Gemelli                    | | Jumeaux                           | Spirales                                                                      | ?                                           | Italie                    |
|             | Girandole                  | | Torsades                          | Fusilli plus court et plus serré                                              | Centre et nord du pays                      | Italie                    |
|             | Gramigna                   | Crestine, Fagioletti, Gramignone, Tubettini lunghi, Zitellini                                                                    | Chiendent                         | Petites, courtes et ondulées                                                  | Émilie-Romagne                              | Italie                    |
|             | Lanterne                   | | Lanternes                         | Morceaux incurvés striés                                                      | ?                                           | Italie                    |
|             | Lumache (lisce/rigate)     | | Escargots                         | Forme d'escargot (lisses ou striés)                                           | Piémont                                     | Italie                    |
| Pas d'image | Lumachine                  | Cirillini, Lumachelle, Lumachette                                                                                                | Petits escargots                  | Petits lumache                                                                | Piémont                                     | Italie                    |
|             | Lumaconi (lisci/rigati)    | | Limaces                           | Grands lumache (lisses ou striés)                                             | Campanie (Gragnano)                         | Italie                    |
|             | Malloreddus                | Gnocchetti sardi, malloreddos |                                   | Variante de conchiglie                                                        | Sardaigne                                   | Italie                    |
| Pas d'image | Nastrini                   | | Rubans                            | Forme de papillon à bord strié                                                | Nord du pays                                | Italie                    |
| Pas d'image | Ondine                     | | Vagues                            | Forme de vague striée                                                         | ?                                           | Italie                    |
|             | Orecchiette (lisce/rigate) | Chiancarelle, Orecchiette rigate, Recchietedde                                                                                   | Petites oreilles                  | Forme d'oreille ou de bol (lisses ou striés)                                  | Pouilles Basilicate                         | Italie                    |
|             | Passatelli                 | |                                   | Forme de bâton strié                                                          | Marches Ombrie Émilie-Romagne               | Italie                    |
|             | Pipe (lisce/rigate)        | Chiocciole, Pipette | Tuyau                             | Forme de coquille d'escargot (lisses ou striées), ouverture aplatie d'un côté | Centre-nord du pays                         | Italie                    |
|             | Quadrefiore                | | Quatre fleurs                     | Forme carrée avec des bords ondulés                                           | ?                                           | Italie                    |
| Pas d'image | Racchette                  | | Raquettes                         | Forme de raquette                                                             | ?                                           | Italie                    |
|             | Radiatori                  | | Radiateurs                        | Forme de radiateur                                                            | ?                                           | Italie                    |
|             | Riccioli                   | Fettuccia riccia, Manfredine, Ricciarelle, Riccioline, Ricciolini, Sfresatine                                                    | Boucles                           | Morceaux larges et courts avec un angle de 90°                                | Piémont                                     | Italie                    |
| Pas d'image | Rocchetti                  | | Bobines                           | Forme de bobines                                                              | ?                                           | Italie                    |
|             | Rotelle                    | Ruote | Petites roues                     | Forme de roue de chariot                                                      | Pouilles                                    | Italie                    |
| Pas d'image | Sombreroni                 | | Petits sombreros                  | Forme de haut sombrero coloré                                                 | Pouilles                                    | Italie                    |
|             | Spighe                     | | Épi                               | Forme d'épi de blé                                                            | ?                                           | Italie                    |
| Pas d'image | Spiralini                  | Scharfalini | Petites spirales                  | Fusilli bien enroulés                                                         | ?                                           | Italie                    |
|             | Strascinati                | Strascinate |                                   | De forme circulaire irrégulière                                               | Pouilles Basilicate                         | Italie                    |
| Pas d'image | Stringoli                  | Strigoli |                                   | Forme de bâton strié en croissant étiré                                       | Ligurie                                     | Italie                    |
|             | Strozzapreti               | Strangolapreti, Strangulaprievete                                                                                                | Littéralement « étrangle-prêtre » | Morceaux enroulés irrégulièrement                                             | Corse Émilie-Romagne Toscane Marches Ombrie | France Italie Saint-Marin |
| Pas d'image | Tagliarelli                | |                                   | Forme courtes, fines et torsadées                                             | Abruzzes                                    | Italie                    |
|             | Testaroli                  | Testaièu | Testarolo                         | Galette coupée en tranches triangulaires                                      | Toscane Ligurie                             | Italie                    |
| Pas d'image | Tofe                       | |                                   | Forme de coquillage en triangle                                               | ?                                           | Italie                    |
|             | Torchio                    | | Torche                            | Forme de pressoir à vis                                                       | Émilie-Romagne                              | Italie                    |
| Pas d'image | Trecce                     | Trecce Di Giulietta | Tresses                           | Forme de tresses                                                              | Campanie (Gargano)                          | Italie                    |
|             | Trofie                     | Trofiette |                                   | Forme fines et enroulées                                                      | Ligurie                                     | Italie                    |
| Pas d'image | Trottole                   | | Toupies                           | Forme de petite spirale                                                       | ?                                           | Italie                    |
| Pas d'image | Vesuvio                    | | Vésuve                            | Courtes en forme d'hélice                                                     | Campanie                                    | Italie                    |

### Pâtes tubulaires
| Image       | Nom local                       | Autre nom                                                                                               | Nom français / traduction                                                       | Description                                                                   | Région d'origine                    | Pays d'origine                |
| ----------- | ------------------------------- | --- | ------------------------------------------------------------------------------- | ----------------------------------------------------------------------------- | ----------------------------------- | ----------------------------- |
|             | Anelloni                        | Anelli siciliani                                                                                        | Anneaux                                                                         | Petits tubes                                                                  | Sicile                              | Italie                        |
| Pas d'image | Arrotolati                      | | Rigatoni fendu en deux                                                          | Retroussés                                                                    | ?                                   | Italie                        |
| Pas d'image | Bombardoni (lisci/rigati)       | | Bombardiers                                                                     | Tubes courts et larges (lisses ou striés)                                     | Campanie Basilicate Calabre Sicile  | Italie                        |
|             | Bucatini                        | Agoni bucati, Boccoloti, Fide bucate, Fidelini bucati, Foratini, Spilloni bucati                        | Petits trous                                                                    | Spaghetti épais et creux                                                      | Latium                              | Italie                        |
| Pas d'image | Bucatini grandi                 | |                                                                                 | Bucatini plus grands                                                          | Latium                              | Italie                        |
|             | Calamarata                      | Calamari                                                                                                |                                                                                 | Larges en forme d'anneaux de calamar                                          | Campanie (Naples)                   | Italie                        |
| Pas d'image | Calamaretti                     | |                                                                                 | Petits calamarata                                                             | Campanie (Naples)                   | Italie                        |
| Pas d'image | Candele lunghe                  | | Chandelles longues                                                              | Zitone plus courts                                                            | Sud du pays                         | Italie                        |
| Pas d'image | Candele spezzate                | | Chandelles cassées                                                              | Candele lunghe plus courtes                                                   | Sud du pays                         | Italie                        |
|             | Cannelloni                      | Canelons, Cannaciotti, Cannoli, Crusetti, Manfrigoli, Manfriguli                                        |                                                                                 | Grands tubes à farcir                                                         | Campanie Catalogne Lombardie Sicile | Andorre Espagne France Italie |
| Pas d'image | Canneroni                       | Cannaroni                                                                                               |                                                                                 | Forme cylindrique, de l’extérieur raillé et à coupe droite                    | Campanie                            | Italie                        |
| Pas d'image | Cannolicchi                     | |                                                                                 | Forme de couteau                                                              | ?                                   | Italie                        |
| Pas d'image | Cassuli                         | |                                                                                 | Forme de cuillère à miel                                                      | Sardaigne (Carloforte)              | Italie                        |
| Pas d'image | Cataneselle                     | |                                                                                 | Tube court coudé                                                              | Sicile                              | Italie                        |
|             | Cavatappi                       | Celentani, Cellentani, Spirali                                                                          | Tire-bouchon                                                                    | Macaroni en forme de tire-bouchon                                             | Émilie-Romagne (Parme)              | Italie                        |
| Pas d'image | Cavaturi                        | |                                                                                 | Forme de longue feuille morte repliée                                         | ?                                   | Italie                        |
|             | Chifferi (lisci/rigati)         | |                                                                                 | Macaroni courts, larges et coudés (lisses ou striés)                          | Toscane                             | Italie                        |
| Pas d'image | Cinque buchi                    | |                                                                                 | Pâte à cinq trous, un grand central et quatre latéraux légèrement plus petits | Sicile                              | Italie                        |
| Pas d'image | Ciocchetti                      | |                                                                                 | Forme de longue feuille morte repliée et coudée                               | ?                                   | Italie                        |
|             | Coquillettes                    | Chifferini, Cornettes (en Suisse), Gozzini                                                              |                                                                                 | Courtes pâtes tubulaires et légèrement incurvées                              | ?                                   | France                        |
| Pas d'image | Chilofta                        | |                                                                                 | Nouilles carrées, enroulées en forme de tube à spirale                        | Frioul-Vénétie Julienne Istrie      | Italie Slovénie Croatie       |
| Pas d'image | Ditaloni (lisci/rigati)         | |                                                                                 | Petits tubes courts et droits (lisses ou striés)                              | Campanie                            | Italie                        |
| Pas d'image | Elicoidali                      | | Hélicoïdaux                                                                     | Tubes un peu striés                                                           | Campanie                            | Italie                        |
| Pas d'image | Fagiolini                       | Fagioloni                                                                                               | Haricots verts                                                                  | Tubes courts et minces                                                        | ?                                   | Italie                        |
| Pas d'image | Festonati                       | |                                                                                 | Tube en forme de guirlande                                                    |                                     | Italie                        |
|             | Fricelli                        | |                                                                                 | Tube avec ouverture                                                           | Pouilles                            | Italie                        |
| Pas d'image | Fusilli napolitani              | |                                                                                 | Tube ondulé                                                                   | Campanie (Naples)                   | Italie                        |
|             | Fusi                            | Fuži |                                                                                 | Bande en forme de diamant                                                     | Frioul-Vénétie Julienne Istrie      | Italie Slovénie Croatie       |
| Pas d'image | Fusilli col buco                | |                                                                                 | Longues spiralées trouées non striées                                         | Campanie                            | Italie                        |
|             | Garganelli                      | |                                                                                 | Nouilles carrées aux œufs, enroulées en forme de tube                         | Émilie-Romagne                      | Italie                        |
| Pas d'image | Gargati                         | |                                                                                 | Tube court granuleux                                                          | Vénétie (Vicence)                   | Italie                        |
| Pas d'image | Ghiottole                       | |                                                                                 | Spirales avec un trou central                                                 | ?                                   | Italie                        |
| Pas d'image | Gobbetti                        | Gobetti                                                                                                 |                                                                                 | Tubes courts en spirale striés                                                | ?                                   | Italie                        |
| Pas d'image | Gomiti                          | |                                                                                 | Plus grosses coquillettes striées                                             | ?                                   | Italie                        |
| Pas d'image | Gomitoni                        | |                                                                                 | Plus grosses gomiti                                                           | ?                                   | Italie                        |
| Pas d'image | Macaroni coudés                 | |                                                                                 | Macaroni incurvés                                                             | ?                                   | ?                             |
| Pas d'image | Maccheroncelli                  | |                                                                                 | Creux, en forme de crayon                                                     | Campanie                            | Italie                        |
|             | Maccheroncini (lisci/rigati)    | Maccaruni, Pizzarieddi                                                                                  |                                                                                 | Macaroni évidés (lisses ou striés)                                            | Pouilles                            | Italie                        |
| Pas d'image | Maccheroncini di Campofilone    | |                                                                                 | Spaghetti aux œufs très fins                                                  | Marches                             | Italie                        |
|             | Maccheroni (lisci/rigati)       | | Macaroni                                                                        | Tubes minces (lisses ou striés)                                               | Sicile                              | Italie                        |
|             | Maccheroni al pettine           | Macaròn col pèttan, Macaròn petnā, Maccheroni col pettine, Maccheroni pettinati                         | Macaroni                                                                        | Macaroni à spirale                                                            | Émilie-Romagne                      | Italie                        |
|             | Manicottis                      | | Manches                                                                         | Grands tubes striés à farcir                                                  | ?                                   | Italie                        |
| Pas d'image | Mezzanelli                      | Regine                                                                                                  |                                                                                 | Longs tubes                                                                   | Campanie                            | Italie                        |
| Pas d'image | Mezzani                         | |                                                                                 | Tubes courts incurvés                                                         | Campanie (Gragnano)                 | Italie                        |
| Pas d'image | Mezze maniche                   | |                                                                                 | Petites maniche                                                               | Campanie                            | Italie                        |
| Pas d'image | Mezze millerighe                | |                                                                                 | Petites millerighe                                                            | Campanie                            | Italie                        |
| Pas d'image | Mezze pappardelle               | |                                                                                 | Petites pappardelle                                                           | ?                                   | Italie                        |
| Pas d'image | Mezze penne (lisce/rigate)      | |                                                                                 | Petites penne (lisses ou striées)                                             | Ligurie                             | Italie                        |
| Pas d'image | Mezze pennoni (lisci/rigati)    | Mezzi pennoni                                                                                           |                                                                                 | Petites pennoni (lisses ou striées)                                           | ?                                   | Italie                        |
| Pas d'image | Mezze zite                      | Mezzi ziti                                                                                              | Demi-fiancée                                                                    | Petits ziti                                                                   | Campanie                            | Italie                        |
| Pas d'image | Mezze zite tagliate             | Mezzi ziti tagliati, Mezza zita tagliata                                                                | Demi-fiancée coupée                                                             | Petites zite tagliate                                                         | Campanie                            | Italie                        |
| Pas d'image | Mezzi bombardoni (lisci/rigati) | | Demi-bombardier                                                                 | Petits bombardoni (lisses ou striés)                                          | Campanie Calabre Sicile Basilicate  | Italie                        |
| Pas d'image | Mezzi Canneroni (lisci/rigati)  | |                                                                                 | Petits canneroni (lisses ou striés)                                           |                                     | Italie                        |
| Pas d'image | Mezzi elicoidali (lisci/rigati) | |                                                                                 | Petits elicoidali (lisses ou striés)                                          |                                     | Italie                        |
| Pas d'image | Mezzi festonati                 | |                                                                                 | Petits festonati                                                              |                                     | Italie                        |
| Pas d'image | Mezzi fusilli                   | |                                                                                 | Petits fusilli                                                                |                                     | Italie                        |
| Pas d'image | Mezzi occhi di lupo             | |                                                                                 | Petits occhi di lupo                                                          |                                     | Italie                        |
| Pas d'image | Mezzi paccheri (lisci/rigati)   | |                                                                                 | Petits paccheri (lisses ou striés)                                            | Sud du pays                         | Italie                        |
| Pas d'image | Mezzi rigatoni                  | |                                                                                 | Petits rigatoni                                                               | Latium                              | Italie                        |
| Pas d'image | Mezzi tubetti (lisci/rigati)    | | Demi-petits tubes                                                               | Petits tubetti                                                                | Sud du pays                         | Italie                        |
| Pas d'image | Mezzi tuffoli                   | Mezzi tufoli                                                                                            |                                                                                 | Petits tufoli                                                                 | Campanie                            | Italie                        |
| Pas d'image | Millerighe                      | |                                                                                 | Tubes courts et striés                                                        | Campanie                            | Italie                        |
| Pas d'image | Occhi di lupo                   | | Yeux de loup                                                                    | Tubes très courts et striés                                                   | Campanie                            | Italie                        |
|             | Paccheri (lisci/rigati)         | Bombaroni, Maniche, Maniche di frate, Moccolotti                                                        |                                                                                 | Grands tubes (lisses ou striés)                                               | Campanie (Naples)                   | Italie                        |
|             | Pasta al ceppo                  | | Bûche                                                                           | Forme de bâton de cannelle                                                    | Abruzzes                            | Italie                        |
|             | Penne (lisce/rigate)            | Mostaccioli, Penne a candela, Penne di natale/natalini, Penne regina, Pennuzze                          | Littéralement « plumes », parce qu'elles ressemblent aux bouts des plumes d'oie | Tubes moyens avec les bouts coupés diagonalement (lisses ou striés)           | Ligurie                             | Italie                        |
| Pas d'image | Penne piccole (lisce/rigate)    | Pennucce                                                                                                |                                                                                 | Version plus petite des penne (lisses ou striées)                             | Ligurie                             | Italie                        |
| Pas d'image | Penne zita                      | |                                                                                 | Version plus large des penne                                                  | Ligurie                             | Italie                        |
| Pas d'image | Pennette (lisce/rigate)         | Mezze penne, Mezze pennette, Pennine                                                                    |                                                                                 | Version courte et mince des penne (lisses ou striés)                          | Campanie (Gragnano)                 | Italie                        |
| Pas d'image | Pennettine                      | |                                                                                 | Version très courte des penne                                                 | ?                                   | Italie                        |
| Pas d'image | Pennoni (lisci/rigati)          | |                                                                                 | Version plus large des penne (lisses ou striées)                              | Calabre                             | Italie                        |
| Pas d'image | Perciati                        | |                                                                                 | Longs tubes lisses                                                            | Campanie                            | Italie                        |
|             | Perciatelli                     | |                                                                                 | Version plus large des bucatini                                               | Campanie                            | Italie                        |
| Pas d'image | Perciatellini                   | Bucatini Piccoli                                                                                        |                                                                                 | Version plus petite des bucatini                                              | Campanie                            | Italie                        |
| Pas d'image | Rigatoncello                    | |                                                                                 | Petits rigatoni                                                               | ?                                   | Italie                        |
| Pas d'image | Rigatoncini                     | |                                                                                 | Petits rigatoni coudés                                                        | ?                                   | Italie                        |
|             | Rigatoni                        | | Tubes cannelés                                                                  | Grands tubes un peu striés                                                    | Campanie Latium                     | Italie                        |
| Pas d'image | Rigoletti                       | |                                                                                 | Fricelli striés                                                               | ?                                   | Italie                        |
|             | Sagne                           | Sagne incannulate                                                                                       |                                                                                 | Longs tubes enroulés                                                          | Pouilles Abruzzes Molise Latium     | Italie                        |
|             | Sedani (lisci/rigati)           | | Chiocciolini, Diavoletti                                                        | Penne coudés (lisses ou striés)                                               | Campanie                            | Italie                        |
| Pas d'image | Sedanini                        | |                                                                                 | Petits Sedani                                                                 | Campanie                            | Italie                        |
| Pas d'image | Sigarette ziti                  | Sigarette                                                                                               |                                                                                 | Forme de cigarette                                                            | ?                                   | Italie                        |
| Pas d'image | Skioufikta                      | |                                                                                 | Macaroni ouverts en deux                                                      | Crète                               | Grèce                         |
|             | Torchietti                      | Trucioli                                                                                                |                                                                                 | Tubes en courbe avec rayures                                                  | Abruzzes                            | Italie                        |
| Pas d'image | Torcoletti                      | |                                                                                 | Tube en forme de pressoir à vis                                               | ?                                   | Italie                        |
|             | Tortiglioni                     | |                                                                                 | Rigatoni plus minces                                                          | Lombardie                           | Italie                        |
| Pas d'image | Trenne                          | |                                                                                 | Penne en forme de triangle                                                    | ?                                   | Italie                        |
| Pas d'image | Trivelli                        | |                                                                                 | Tortiglioni plus petits                                                       | ?                                   | Italie                        |
| Pas d'image | Tubetti (lisci/rigati)          | Ave Maria                                                                                               |                                                                                 | Très courts et à coupe droite (lisses ou striés)                              | Campanie                            | Italie                        |
| Pas d'image | Tuffoli                         | Canneroni grandi, Elefante, Gigantoni, Occhi di bove, Occhi di elefante, Tùffoli, Tufoli, Tufoli rigati |                                                                                 | Rigatoni striés                                                               | Ligurie                             | Italie                        |
|             | Ziti                            | Zita | Fiancée                                                                         | Tubes longs et minces                                                         | Campanie                            | Italie                        |
|             | Ziti tagliati                   | Zita tagliata                                                                                           | Fiancée coupée                                                                  | Ziti plus petits                                                              | Campanie                            | Italie                        |
| Pas d'image | Zitone                          | Boccolotti, Candelle, Zitoni, Zituane                                                                   |                                                                                 | Ziti plus larges                                                              | Campanie                            | Italie                        |
| Pas d'image | Zitone tagliato                 | |                                                                                 | Zitone coupées                                                                | Campanie                            | Italie                        |

### Pâtes en bâtons et ficelles
| Image       | Nom local           | Autre nom | Nom français / traduction                                                             | Description                                                               | Région d'origine                | Pays d'origine             |
| ----------- | ------------------- | --- | ------------------------------------------------------------------------------------- | ------------------------------------------------------------------------- | ------------------------------- | -------------------------- |
|             | Bigoli              | Bìgoi |                                                                                       | Bâtons larges                                                             | Vénétie (Province de Venise)    | Italie                     |
| Pas d'image | Bricchetti          | |                                                                                       | Petits vermicelli                                                         | Ligurie                         | Italie                     |
|             | Capellini           | | Cheveux fins                                                                          | Bâtons plus larges que les cheveux d'ange, plus minces que les vermicelli | Ligurie Campanie                | Italie                     |
|             | Capelli d'angelo    | Capelvenere | Cheveux d'ange                                                                        | Ficelles de la pâte la plus fine                                          | Campanie                        | Italie                     |
| Pas d'image | Colonne di pompei   | | Colonnes de Pompéi                                                                    | Longs fusilli                                                             | Campanie                        | Italie                     |
|             | Dangmyeon           | Dang myun, Dong fen, Dang hun, Harusame                                                                                      |                                                                                       | Vermicelle translucide de patate douce                                    | ?                               | Corée du Nord Corée du Sud |
| Pas d'image | Ee Mee              | |                                                                                       | Nouilles salées de 1 mm de diamètre                                       | Guangdong                       | Chine                      |
|             | Fedelini            | Fidei, Fidelini, Fidellini                                                                                                   | Petits fidèles                                                                        | Bâtons plus larges que les vermicelli et plus larges que les spaghettis   | Ligurie                         | Italie                     |
|             | Fideo               | | Vermicelle                                                                            | Forme courts et minces                                                    | ?                               | Italie                     |
| Pas d'image | Fidés savoyards     | |                                                                                       | Gros vermicelles                                                          | Savoie                          | France                     |
|             | Fideuà              | Fideos, Fideu, Fideuada | Vermicelle                                                                            | Forme courts et minces                                                    | Communauté valencienne (Gandie) | Espagne                    |
|             | Fileja              | Filateddhi, Filatelli, Maccarruna i casa, Maccaruni aru ferru                                                                |                                                                                       | Bâtons torsadés                                                           | Calabre (Vibo Valentia)         | Italie                     |
| Pas d'image | Fili d'oro          | | Fils d'or                                                                             | Vermicelles coupés                                                        | Sicile                          | Italie                     |
| Pas d'image | Gnocculi            | Gnocculi siciliani, Gnocculi cavati                                                                                          |                                                                                       | Longs tubes enroulés                                                      | Sicile (Trapani)                | Italie                     |
|             | Hiyamugi            | |                                                                                       | Sōmen plus grosses                                                        | Préfecture de Kyoto             | Japon                      |
|             | Idiyappam           | Chomai, Indiappa, Noolappam, Noolputtu, Ottu shavige, Putu mayam, Putu mayang, Santhagai, Sevai, String hoppers, Suvaijappam |                                                                                       | Vermicelles de farine de riz plats                                        | Kerala Tamil Nadu               | Inde Sri Lanka             |
|             | Lamian              | Chēnmiàn, Lāmiàn, Lai mien, Shǒu lāmiàn, Rāmen                                                                               |                                                                                       | Nouilles tirées à la main                                                 | Lanzhou                         | Chine                      |
|             | Laksa               | |                                                                                       | Tubes de riz                                                              | Détroit de Malacca              | Malaisie Singapour         |
| Pas d'image | Loht cha            | |                                                                                       | Nouilles de riz en forme de queue de souris                               | ?                               | Cambodge                   |
| Pas d'image | Mee kiah            | | Vermicelle                                                                            | Nouilles fines                                                            | ?                               | Chine                      |
|             | Memil guksu         | |                                                                                       | Soba de sarrasin                                                          | ?                               | Corée du Nord Corée du Sud |
|             | Mǐfěn               | Mai fun, Bee hoon | Vermicelle                                                                            | Vermicelle de riz                                                         | ?                               | Chine                      |
| Pas d'image | Mparrettati         | Maccheroni al ferretto |                                                                                       | Tubes très larges enroulés                                                | Calabre                         | Italie                     |
| Pas d'image | Perciato            | |                                                                                       | Très longs tubes recourbés                                                | ?                               | Italie                     |
|             | Scilatelle          | |                                                                                       | Bâton ouvert en deux                                                      | Calabre                         | Italie                     |
|             | Shirataki           | |                                                                                       | Vermicelles minces, translucides et gélatineux faits à partir du konjac   | ?                               | Japon                      |
|             | Soba                | |                                                                                       | Longues ficelles de farine de sarrasin                                    | ?                               | Japon                      |
|             | Sōmen               | |                                                                                       | Nouilles blanches très fines de farine de blé                             | Préfecture de Nara (Sakurai)    | Japon                      |
|             | Spaghettoni         | |                                                                                       | Spaghetti larges                                                          | Pouilles                        | Italie                     |
|             | Spaghetti           | | Spago veut dire « cordage » ; spaghetto « petit cordage » et spaghetti est le pluriel | Bâtons plus minces que les fedelini                                       | Sicile                          | Italie                     |
| Pas d'image | Spaghetti scanalati | |                                                                                       | Spaghetti ovales                                                          | Campanie                        | Italie                     |
| Pas d'image | Spaghetti tagliati  | |                                                                                       | Spaghetti plus courts                                                     | ?                               | Italie                     |
|             | Spaghettini         | |                                                                                       | Spaghetti plus minces                                                     | Campanie                        | Italie                     |
| Pas d'image | Spinosini           | |                                                                                       | Ficelles très fines                                                       | Marches                         | Italie                     |
|             | Stroncatura         | Struncatura |                                                                                       | Longs bâtons                                                              | Calabre (Gioia Tauro)           | Italie                     |
|             | Trennette           | Trenette |                                                                                       | Petites trenne                                                            | Ligurie                         | Italie                     |
|             | Udon                | |                                                                                       | Longues ficelles de farine de blé tendre de 2 à 4 mm de largeur           | ?                               | Japon                      |
|             | Vermicelle          | Mian Xian, Misua, Vermicelli                                                                                                 | Petits vers                                                                           | Bâtons plus larges que les capellini, plus minces que les fedelini        | ?                               | Chine                      |
| Pas d'image | Vermicelloni        | |                                                                                       | Vermicelli plus larges                                                    | ?                               | Italie                     |

### Pâtes en rubans
| Image       | Nom local          | Autre nom                                                               | Nom français / traduction | Description                                            | Région d'origine                                 | Pays d'origine                                                                      |
| ----------- | ------------------ | ----------------------------------------------------------------------- | ------------------------- | ------------------------------------------------------ | ------------------------------------------------ | ----------------------------------------------------------------------------------- |
|             | Bavette            | Baverine, Bombonini, Lasagneddi                                         |                           | Tagliatelle plus minces                                | Ligurie (Gênes)                                  | Italie                                                                              |
| Pas d'image | Bavettine          |                                                                         |                           | Bavette plus minces                                    | Ligurie (Gênes)                                  | Italie                                                                              |
|             | Ciavattoni         |                                                                         |                           | Large tube                                             | Marches                                          | Italie                                                                              |
| Pas d'image | Fettuce            |                                                                         | Sangle                    | Fettuccine plus longs                                  | ?                                                | Italie                                                                              |
| Pas d'image | Fettucelle         |                                                                         |                           | Fettuccine plus minces                                 | ?                                                | Italie                                                                              |
| Pas d'image | Fettuccia          |                                                                         |                           | Fettuccine plus épaisses                               | ?                                                | Italie                                                                              |
|             | Fettuccine         | Fettuccini                                                              | Rubans                    | Ruban large d'environ 1 cm                             | Latium (Rome)                                    | Italie                                                                              |
| Pas d'image | Hilopites          | Hilopitekia                                                             |                           | Fettuccine au lait de chèvre coupées en carré          | Crète                                            | Grèce                                                                               |
|             | Gǔotiáo            | Kway teow                                                               |                           | Fettuccine de riz                                      | ?                                                | Chine                                                                               |
|             | Héfěn              | Ho fun, Hor fun                                                         |                           | Pappardelle de riz                                     | Hebei (Shahe)                                    | Chine                                                                               |
| Pas d'image | Lagane             | Laganelle                                                               |                           | Lamelles très larges                                   | Latium Campanie Pouilles Basilicate Calabre      | Italie                                                                              |
|             | Läghmän            | Dau dau, Kalli, Längmän, Lag'mon                                        |                           | Lamian plus larges                                     | Asie centrale Xinjiang                           | Chine Mongolie Kazakhstan Kirghizistan Ouzbékistan Tadjikistan Afghanistan Pakistan |
| Pas d'image | Lasagna riccia     |                                                                         | Feuille riche             | Lasagne à bord frisé                                   | Campanie                                         | Italie                                                                              |
|             | Lasagnes           | Bardele, Capellasci, Doppio festone, Lagana, Lasagnoni, Sciabo, Sciablo | Feuilles                  | Très larges, avec des cannelures                       | Émilie-Romagne Marches Latium Campanie           | Italie                                                                              |
|             | Lasagnette         |                                                                         | Petites feuilles          | Lasagnes plus minces                                   | ?                                                | Italie                                                                              |
| Pas d'image | Lasagnotte         |                                                                         |                           | Lasagnette ondulées                                    | ?                                                | Italie                                                                              |
| Pas d'image | Linguettine        |                                                                         |                           | Linguine plus minces                                   | ?                                                | Italie                                                                              |
|             | Linguine           |                                                                         | Petites langues           | Spaghetti aplatis de section ovale                     | Ligurie (Gênes)                                  | Italie                                                                              |
| Pas d'image | Linguine piccole   |                                                                         |                           | Petites linguine                                       | ?                                                | Italie                                                                              |
| Pas d'image | Mafalde            | Mafalda                                                                 |                           | Rubans courts rectangulaires                           | Campanie                                         | Italie                                                                              |
|             | Mafaldine          | Fettuccelle ricche, Manfredi, Reginelle, Reginette, Ricciarelli         |                           | Rubans longs avec des cannelures aux bords             | Campanie (Naples)                                | Italie                                                                              |
|             | Mee pok            |                                                                         |                           | Nouilles plates                                        | Guangdong (Chaozhou)                             | Chine                                                                               |
| Pas d'image | Paglia e fieno     |                                                                         | Paille et foin            | Rubans jaunes et verts                                 | Toscane (Sienne)                                 | Italie                                                                              |
| Pas d'image | Pantacce           |                                                                         |                           | Rubans en forme de losange                             | Toscane                                          | Italie                                                                              |
|             | Pappardelle        |                                                                         |                           | Rubans larges et gros, plus larges que les tagliatelle | Toscane                                          | Italie                                                                              |
| Pas d'image | Pettole abruzzesi  |                                                                         |                           | Ruban de forme carré et ondulé                         | Abruzzes                                         | Italie                                                                              |
| Pas d'image | Pillus             | Pilus                                                                   |                           | Rubans très minces                                     | Sardaigne (Oristano)                             | Italie                                                                              |
|             | Pizzoccheri        | Pizzòccheri, Pizzoccheri della Valtellina                               |                           | Rubans faits avec du sarrasin                          | Lombardie Grisons                                | Italie Suisse                                                                       |
| Pas d'image | Ricciutelle        |                                                                         |                           | Rubans rectangulaires à bords striés                   | ?                                                | Italie                                                                              |
|             | Sagnarelli         |                                                                         |                           | Rubans rectangulaires aux bords striés                 | Toscane                                          | Italie                                                                              |
| Pas d'image | Sagnette abruzzesi |                                                                         |                           | Ruban rectangulaire                                    | Abruzzes (Province de Chieti)                    | Italie                                                                              |
|             | Scialatelli        | Scilatielli, Sciliatielli, Scivatieddi                                  |                           | Longs spaghettis un peu en spirale                     | Campanie (Côte amalfitaine)                      | Italie                                                                              |
| Pas d'image | Straccetti         |                                                                         | Chiffons                  | Languettes courtes, larges et ondulées                 | Toscane                                          | Italie                                                                              |
|             | Strangozzi         | Stringozzi, Strongozzi                                                  | Petits lacets             | Similaires aux lacets                                  | Ombrie                                           | Italie                                                                              |
|             | Tagliatelle        | Fettucce romane, Fettuccelle, Fiadi, Fresine, Nastri, Tagliarelle       |                           | Rubans plus minces que les fettuccine                  | Lombardie Vénétie Émilie-Romagne Marches Ombrie  | Italie                                                                              |
| Pas d'image | Tagliatelline      |                                                                         |                           | Tagliatelle plus minces                                | Ligurie                                          | Italie                                                                              |
|             | Taglierini         | Tajarin                                                                 |                           | Tagliatelle plus minces                                | Piémont Ligurie Lombardie Toscane Émilie-Romagne | Italie                                                                              |
| Pas d'image | Tagliardi          |                                                                         |                           | Petits rubans rectangulaires                           | ?                                                | Italie                                                                              |
| Pas d'image | Tagliolini         |                                                                         |                           | Rubans plus minces que les tagliatelle (2-3 mm)        | Piémont                                          | Italie                                                                              |
| Pas d'image | Taillerins         |                                                                         |                           | Rubans découpés à la roulette dentelée                 | Savoie                                           | France                                                                              |
| Pas d'image | Treccine           |                                                                         |                           | Petits rubans torsadés en forme de foret à perceuse    | ?                                                | Italie                                                                              |
| Pas d'image | Tria               |                                                                         |                           | Languettes courtes, larges et ondulées                 | Toscane                                          | Italie                                                                              |
| Pas d'image | Tripoline          |                                                                         |                           | Tagliatelle plus larges                                | Pouilles                                         | Italie                                                                              |
|             | Troccoli           | Tròccoli                                                                |                           | Bâton de forme ovale                                   | Pouilles Basilicate                              | Italie                                                                              |

### Petites pâtes
| Image       | Nom local                    | Autre nom | Nom français / traduction              | Description                                                                                            | Région d'origine                                          | Pays d'origine                                                                         |
| ----------- | ---------------------------- | --- | -------------------------------------- | --- | --------------------------------------------------------- | -------------------------------------------------------------------------------------- |
|             | Acini di pepe                | Acomo di pepe | Graines de poivre                      | Forme de perle                                                                                         | Ligurie                                                   | Italie                                                                                 |
|             | Alphabet                     | Alfabeto |                                        | Forme des lettres de l'alphabet                                                                        | Île-de-France (Paris)                                     | France                                                                                 |
| Pas d'image | Anchellini                   | Piombi |                                        | Forme de plomb                                                                                         |                                                           | Italie                                                                                 |
|             | Anelletti                    | | Petits anneaux                         | Forme de petits anneaux                                                                                | Abruzzes                                                  | Italie                                                                                 |
|             | Anelli (lisci/rigati)        | | Anneaux                                | Forme de petits anneaux (lisses ou striés)                                                             | ?                                                         | Italie                                                                                 |
|             | Anellini                     | | Petits anneaux                         | Anelli plus petits                                                                                     | Sicile Pouilles                                           | Italie                                                                                 |
| Pas d'image | Armellette                   | |                                        | Forme de petites graines                                                                               |                                                           | Italie                                                                                 |
| Pas d'image | Ciciones                     | |                                        | Forme de pois chiche                                                                                   | Sardaigne (Sassani)                                       | Italie                                                                                 |
|             | Conchigliette (lisce/rigate) | | Petits coquillages                     | Forme de petits coquillages (lisses ou striés)                                                         | Centre et sud du pays                                     | Italie                                                                                 |
| Pas d'image | Conchigliette piccole        | | Petites conchigliette                  | Petites conchigliette                                                                                  | Centre et sud du pays                                     | Italie                                                                                 |
| Pas d'image | Corallini                    | Piccolissimi | Petits coraux                          | Petits tubes courts                                                                                    | ?                                                         | Italie                                                                                 |
|             | Crouis                       | |                                        | Forme d'oreille plissée                                                                                | Comté de Nice (Entraunes)                                 | France                                                                                 |
|             | Crouzet                      | Crouisse |                                        | Disques étirés et ourlés avec le pouce, comportant entre sept et douze plis caractéristiques au centre | Comté de Nice (Vallée de l'Ubaye)                         | France                                                                                 |
|             | Crozets                      | Croêze, Croêju, Croezu, Croezet, Krozè |                                        | Petits carrés de farine de sarrasin                                                                    | Savoie                                                    | France                                                                                 |
| Pas d'image | Cubetti                      | |                                        | Forme de petits cubes                                                                                  | ?                                                         | Italie                                                                                 |
| Pas d'image | Cuoretti                     | | Petits cœurs                           | Forme de petits cœurs                                                                                  | ?                                                         | Italie                                                                                 |
| Pas d'image | Cravattine                   | | Petites cravattes                      | Forme de nœud papillon à bords striés                                                                  |                                                           | Italie                                                                                 |
| Pas d'image | Diavolini                    | | Petits diables                         | Forme arrondie recourbée                                                                               | ?                                                         | Italie                                                                                 |
| Pas d'image | Ditali (lisci/rigati)        | | Dé à coudre                            | Petits tubes courts (lisses ou striés)                                                                 | Campanie                                                  | Italie                                                                                 |
|             | Ditalini (lisci/rigati)      | Ditali Piccoli | Petits dés à coudre (lisses ou striés) | Petits ditali                                                                                          | Campanie                                                  | Italie                                                                                 |
| Pas d'image | Elichette                    | | Hélices                                | Forme d'hélices                                                                                        | ?                                                         | Italie                                                                                 |
| Pas d'image | Farfalline                   | | Petits papillons                       | Petits, en forme de papillon                                                                           | Nord du pays                                              | Italie                                                                                 |
|             | Farfel                       | |                                        | Petites nouilles torsadées                                                                             | Europe centrale Europe de l'est                           | Allemagne Autriche Pologne Tchéquie Slovaquie Hongrie Roumanie Ukraine Lituanie Russie |
| Pas d'image | Filini                       | |                                        | Fideo plus courts                                                                                      | Marches                                                   | Italie                                                                                 |
|             | Fregula                      | Fregola, Frégula |                                        | Forme de perle                                                                                         | Sardaigne                                                 | Italie                                                                                 |
| Pas d'image | Funghini                     | Funghetti, Funghettini | Petits champignons                     | Petits, en forme de champignon                                                                         |                                                           | Italie                                                                                 |
| Pas d'image | Gnocchetti di zita           | |                                        | Petits tubes courts et droits                                                                          | Campanie                                                  | Italie                                                                                 |
| Pas d'image | Grandine                     | |                                        | Forme de perles                                                                                        | ?                                                         | Italie                                                                                 |
|             | Grattata                     | Fregolina, Grandinina soda, Grattini, Grattoni, Manfrigoli, Mondellini, Monfettini, Pepe, Peperini di Genova, Peperino, Piselli, Pisellini, Primaverine, Scintille, Seme Santo, Tempesta, Tempestina, Vaporino |                                        | Petits grains de formes irrégulières                                                                   | Tout le pays                                              | Italie                                                                                 |
|             | Hlalem                       | |                                        | Lacets de plusieurs centimètres                                                                        |                                                           | Tunisie                                                                                |
|             | Kusksu                       | |                                        | Petites perles                                                                                         | ?                                                         | Malte                                                                                  |
| Pas d'image | Lancette                     | Cestine |                                        | Forme de petites moustaches                                                                            | ?                                                         | Italie                                                                                 |
| Pas d'image | Margheritine                 | |                                        | Forme de petits pétales                                                                                | ?                                                         | Italie                                                                                 |
| Pas d'image | Midolline                    | |                                        | Forme de petites gouttes                                                                               | ?                                                         | Italie                                                                                 |
|             | Nouacers                     | Nouassers |                                        | Petits carrés                                                                                          |                                                           | Tunisie                                                                                |
| Pas d'image | Numeri                       | | Nombres                                | Forme de chiffres                                                                                      | ?                                                         | Italie                                                                                 |
|             | Nuvole                       | Nouvole |                                        | Très petites spirales                                                                                  |                                                           | Italie                                                                                 |
| Pas d'image | Occhi di pernice             | Occhi di Passero, Occhio d'acquila, Occhi di Trota | Yeux de perdrix                        | Très petits anneaux                                                                                    |                                                           | Italie                                                                                 |
|             | Pépinettes                   | Arpa şehriye, Kritharáki, Langues d'oiseaux, Lingue di passero, Lisan al-usfur, Orzo, Pevide, Pinoli, Piñones, Ptitim, Risini, Risones, Risoni, Riewele, Titli                                                 |                                        | Forme de grain de riz                                                                                  | Alsace-Lorraine Asie mineure Monde arabe Provence Toscane | France Grèce Italie Turquie                                                            |
| Pas d'image | Pastina                      | |                                        | Petites sphères d'environ la même taille que les acini di pepe                                         | ?                                                         | Italie                                                                                 |
| Pas d'image | Pepe bucato                  | | Poivre troué                           | Forme de petits grains de poivre troués                                                                | ?                                                         | Italie                                                                                 |
| Pas d'image | Peperina                     | Peperini |                                        | Forme de petits grains de poivre                                                                       | ?                                                         | Italie                                                                                 |
| Pas d'image | Perle                        | | Perle                                  | Sphères un peu plus grandes que les acini di pepe                                                      | ?                                                         | Italie                                                                                 |
| Pas d'image | Perline                      | | Petites perles                         | Forme de petites perles ouvertes                                                                       | ?                                                         | Italie                                                                                 |
|             | Ptitim                       | Couscous de perles, Couscous israélien, P'titím |                                        | Petites perles ouvertes                                                                                | District de Tel Aviv (Bnei Brak)                          | Israël                                                                                 |
| Pas d'image | Puntalette                   | | Petites pointes                        | Forme de petites pointes                                                                               | ?                                                         | Italie                                                                                 |
| Pas d'image | Punte d'ago                  | |                                        | Forme de graines                                                                                       | ?                                                         | Italie                                                                                 |
| Pas d'image | Puntine                      | |                                        | Forme de grains de riz                                                                                 | ?                                                         | Italie                                                                                 |
| Pas d'image | Quadretti                    | Quadratini, Quadrucci | Carrés                                 | Forme de petits carrés aplatis                                                                         | Latium Abruzzes                                           | Italie                                                                                 |
|             | Quadrettini                  | | Petits quadretti                       | Forme de petits carrés arrondis                                                                        | ?                                                         | Italie                                                                                 |
|             | Risi                         | Brofandei, Grano, Riso | Riz long                               | Risoni plus petit                                                                                      | ?                                                         | Italie                                                                                 |
| Pas d'image | Rotelline                    | |                                        | Petites rotelle                                                                                        | ?                                                         | Italie                                                                                 |
| Pas d'image | Sabbiolina                   | |                                        | Forme de grains de sable                                                                               | ?                                                         | Italie                                                                                 |
| Pas d'image | Seme di melone               | Seme di Cicoria, Semi di pomo | Graines de melon                       | Forme de graine de melon                                                                               | Campanie (Gragnano)                                       | Italie                                                                                 |
| Pas d'image | Sorpresine                   | Sorprese |                                        | Forme de petits bulbes striés                                                                          | ?                                                         | Italie                                                                                 |
| Pas d'image | Spaccatelli                  | Gramignoni, Maglietta, Margherita, Messinese lunga, Messinesi, Spaccatella, Spaccatelle, Stivalettini |                                        | Demi-petits anneaux                                                                                    | Sicile (Messine)                                          | Italie                                                                                 |
| Pas d'image | Stelle                       | Astri, Fiori di Sambuco, Stellette, Stellettine | Étoiles                                | Forme d'étoile                                                                                         | ?                                                         | Italie                                                                                 |
| Pas d'image | Stelline (en)                | | Petites étoiles                        | Petites stelle                                                                                         | ?                                                         | Italie                                                                                 |
| Pas d'image | Stortini                     | Armonie |                                        | Forme de poignée de porte                                                                              | Campanie                                                  | Italie                                                                                 |
| Pas d'image | Stortini grandi              | |                                        | Grandes Stortini                                                                                       | Campanie                                                  | Italie                                                                                 |
| Pas d'image | Stortini piccoli             | |                                        | Petites Stortini                                                                                       | Campanie                                                  | Italie                                                                                 |
|             | Sugelli                      | |                                        | Forme d'oreille plissée                                                                                | Comté de Nice (Vallée de la Roya) Ligurie                 | France Italie                                                                          |
| Pas d'image | Trachanas                    | Trachana, Trahanas |                                        | Pâtes irrégulières granuleuses                                                                         | ?                                                         | Grèce                                                                                  |

### Pâtes farcies / ravioles
| Image       | Nom local            | Autre nom                                                                                                   | Nom français / traduction                             | Description                                          | Région d'origine                                      | Pays d'origine |
| ----------- | -------------------- | --- | ----------------------------------------------------- | ---------------------------------------------------- | ----------------------------------------------------- | --- |
|             | Agnolini             | Agnulìn, Agnulì                                                                                             |                                                       | Petites poches semi-circulaires                      | Lombardie (Province de Mantoue)                       | Italie |
|             | Agnolotti            | Agnelot, Agnolo, Agnolot, Agnolòt, Agnulot, Gnolòt                                                          | Oreilles d'agnelet                                    | Petites poches semi-circulaires                      | Savoie Piémont Lombardie                              | France Italie |
|             | Anolini              | Anolén, Anvein, Caplèt                                                                                      |                                                       | Forme ronde à bord strié                             | Émilie-Romagne                                        | Italie |
|             | Balanzoni            | Balanzón |                                                       | Forme triangulaire à bord strié                      | Émilie-Romagne (Bologne)                              | Italie |
|             | Borș de burechiușe   | Borș de burechițe                                                                                           |                                                       | Forme carrée scellée sur les bords                   | ?                                                     | Roumanie Moldavie |
|             | Bouchon              | |                                                       | Petite bouchée                                       | La Réunion                                            | France |
|             | Buuz                 | Buuza |                                                       | Forme de goutte                                      | ?                                                     | Mongolie Chine Russie |
|             | Cappellacci di zucca | Capellacci ferraresi, Caplàz                                                                                |                                                       | Forme irrégulière à large bord                       | Émilie-Romagne (Province de Ferrare)                  | Italie |
|             | Cappelletti          | | Petits chapeaux                                       | Forme carrée ou ronde                                | Émilie-Romagne Marches                                | Italie |
| Pas d'image | Cappelli             | Cappelli del prete                                                                                          | Chapeaux                                              | Forme ronde avec bord plat                           | ?                                                     | Italie |
| Pas d'image | Cappello napoletano  | | Chapeau napolitain                                    | Forme de besace trouée                               | ?                                                     | Italie |
|             | Casoncelli           | Casanzes, Casonciei, Casunziei, Csanzöi                                                                     |                                                       | Forme de demi-lune                                   | Lombardie Trentin-Haut-Adige Vénétie                  | Italie |
| Pas d'image | Cherubini            | | Chérubins                                             | Forme de chapeau avec de grands bords                | ?                                                     | Italie |
|             | Cho muang            | Chor muang                                                                                                  |                                                       | Forme de fleur                                       | Centre du pays                                        | Thaïlande |
|             | Cjarsons             | Cjalsons, Cjalzons                                                                                          |                                                       | Forme de demi-lune                                   | Frioul-Vénétie Julienne (Carnie)                      | Italie |
| Pas d'image | Colţunaşi            | |                                                       | Forme de demi-lune à bords striés                    | ?                                                     | Roumanie Moldavie |
|             | Culurgiones          | Culinjònis, Culirjònis, Culunjònis, Culurgiòne, Culurgiòni, Culurgiònis, Culurjònes, Culurjònis, Culurzònes |                                                       | Diverses formes selon les régions de l'île           | Sardaigne                                             | Italie |
| Pas d'image | Fagotti              | | Petit paquet                                          | Forme pyramidale                                     | ?                                                     | Italie |
|             | Fagottini            | |                                                       | Petit fagotti                                        | ?                                                     | Italie |
| Pas d'image | Fregnacce            | |                                                       | Forme de cannelloni fermé                            | Marches Ombrie                                        | Italie |
|             | Gürzə                | |                                                       | Forme ovale                                          | ?                                                     | Azerbaïdjan |
| Pas d'image | Incrociati           | |                                                       | Forme d'étoile à huit branches                       | ?                                                     | Italie |
|             | Jiaozi               | Gyōza |                                                       | Forme ovale                                          | Shandong                                              | Chine |
|             | Joshpara             | Chuchvara, Chüchüre, Chüchpara, Düşbərə, Düshbärä, Shishbarak, Shushbarak, Tatarbari, Tushbera, Tushpara    |                                                       | Petits carrés garnis                                 | Xinjiang Asie centrale Caucase Moyen orient           | Turquie Azerbaïdjan Irak Jordanie Liban Palestine Syrie Arabie saoudite Iran Tadjikistan Kazakhstan Kirghizistan Ouzbékistan Chine |
|             | Khinkali             | Xinkali |                                                       | Forme de bourse                                      | Mtskheta-Mtianeti                                     | Géorgie |
| Pas d'image | Langaroli            | |                                                       | Forme carrée avec bords striés                       | Piémont (Langhe)                                      | Italie |
|             | Mandu                | |                                                       | Forme de fleur                                       | ?                                                     | Corée du Nord Corée du Sud |
|             | Mantı                | Mantʿi, Manta, Manti, Mänti, Mantoo, Mántou                                                                 |                                                       | Forme ovale                                          | Caucase Asie centrale Xinjiang                        | Arménie Azerbaïdjan Turquie Ouzbékistan Kirghizistan Afghanistan Kazakhstan Chine                                                  |
|             | Marubini             | Marobini, Marübéen, Marübiin                                                                                |                                                       | Forme ronde avec bord à spirale                      | Lombardie Émilie-Romagne                              | Italie |
|             | Maultaschen          | | Bouchée                                               | Forme carée                                          | Bade-Wurtemberg                                       | Allemagne |
| Pas d'image | Medaglioni           | Medaglione                                                                                                  | Médaillon                                             | Forme ronde                                          | ?                                                     | Italie |
|             | Mezzelune            | | Demi-lune                                             | Poches semi-circulaires d'environ 6,3 cm en diamètre | Trentin-Haut-Adige (Province de Bolzano)              | Italie |
|             | Momo                 | |                                                       | Forme de goutte torsadée                             | Himalaya                                              | Chine Népal Inde |
|             | Nian gao             | |                                                       | Petite galette                                       | Sud du pays                                           | Chine |
|             | Orecchioni           | Urciôn |                                                       | Forme d'oreille                                      | Émilie-Romagne (Provinces de Forlì-Cesena et Ravenne) | Italie |
|             | Pansoti              | Pansòti, Pansotti                                                                                           |                                                       | Plus gros cappelletti                                | Ligurie (Province de Gênes)                           | Italie |
|             | Pelmeni              | Kreplach | Pain d'oreille                                        | Forme de petites oreilles                            | Oural                                                 | Russie |
|             | Pierogi              | Pirohy |                                                       | Forme de demi-lune                                   | Europe centrale                                       | Pologne |
| Pas d'image | Plinetti             | |                                                       | Forme de sachet fermé aux extremités                 | ?                                                     | Italie |
| Pas d'image | Quadroni             | Ravioloni                                                                                                   |                                                       | Forme carrée aux extermités striées                  | ?                                                     | Italie |
|             | Ravioles du Dauphiné | |                                                       | Petits carrés de pâte farcis                         | Dauphiné                                              | France |
| Pas d'image | Ravioles du Trièves  | |                                                       | Gros carrés de pâte farcis                           | Dauphiné                                              | France |
|             | Ravioli              | | Ravioles                                              | Carrés de pâte farcis                                | Toutes les régions du pays                            | France Italie |
| Pas d'image | Sacchetti            | Saccotti, Saccottini                                                                                        | Sachets                                               | Plus gros Sacchettini                                | ?                                                     | Italie |
|             | Sacchettini          | Sacchettoni, Saccottino                                                                                     | Petits sachets (appelés aussi « bourse du mendiant ») | Forme de petits sachets                              | ?                                                     | Italie |
|             | Scarpinocc           | | Scarpinòcc                                            | Forme d’escarpin                                     | Lombardie (Parre)                                     | Italie |
|             | Schlutzkrapfen       | Schlickkrapfen, Schlierkrapfen, Schlipfkrapfen, Schlutzer                                                   | Beignets glissants                                    | Forme de triangle striés sur les rebords             | Tyrol Trentin-Haut-Adige (Province de Bolzano)        | Autriche Italie |
|             | Shaomai              | Siumai, Sui mai                                                                                             |                                                       | Forme de petits sachets                              | ?                                                     | Chine |
|             | Sorrentinos          | | Sorrentins                                            | Forme circulaire                                     | Province de Buenos Aires                              | Argentine |
|             | Spoja lorda          | Minestra imbottita                                                                                          |                                                       | Forme carrée à bords striés                          | Émilie-Romagne                                        | Italie |
|             | Tortel dols          | Tortél dóls, Tortel dols di Colorno                                                                         |                                                       | Forme carrée à bords striés                          | Émilie-Romagne                                        | Italie |
|             | Tortelli             | Tordelli | Tartes                                                | Plus gros Tortellini                                 | Émilie-Romagne Toscane Lombardie                      | Italie |
|             | Tortelli amari       | |                                                       | Forme irrégulières                                   | Lombardie (Castel Goffredo)                           | Italie |
|             | Tortelli di patate   | Turtéi | Tartes de pommes de terre                             | Forme ronde                                          | Toscane (Mugello, Casentino)                          | Italie |
|             | Tortellini           | | Petites tartes                                        | Forme petite et rectangulaire, d'environ 2,50 × 5 cm | Émilie-Romagne Vénétie                                | Italie |
|             | Tortelloni           | Tortellacci, Turtlón, Turtlòun                                                                              | Petites tartes                                        | Forme petite et rectangulaire                        | Émilie-Romagne Lombardie                              | Italie |
| Pas d'image | Triangoli            | | Triangles                                             | Forme triangulaire                                   | ?                                                     | Italie |
|             | Uszka                | Vushka |                                                       | Forme petite et rectangulaire                        | Europe centrale Europe de l'est                       | Pologne Ukraine Biélorussie |
|             | Wonton               | Huntun, Pangsit, Pinseques fritos, Pritong pinsek, Wantan, Wanton, Wuntun                                   |                                                       | Forme de petits sachets                              | Sud du pays                                           | Chine |
|             | Xiaolongbao          | Raviolis de Shanghai, Shoronpo, Syao rong bao                                                               |                                                       | Forme de petits sachets                              | Shanghaï (Nanxiang)                                   | Chine |

### Pâtes de formes irrégulières / Autres
| Image       | Nom local          | Autre nom | Nom français / traduction                                                                   | Description | Région d'origine                                                                  | Pays d'origine                                                            |
| ----------- | ------------------ | --- | ------------------------------------------------------------------------------------------- | --- | --------------------------------------------------------------------------------- | ------------------------------------------------------------------------- |
| Pas d'image | Barbina            | |                                                                                             | Petites ficelles souvent arrangées en forme de nid | Émilie-Romagne                                                                    | Italie                                                                    |
|             | Chitarra           | Chitarrine, Tonnarelli | « Guitare », parce qu'ils sont coupés avec des cordes en fer telles que celles des guitares | Comme les spaghetti, mais carrés | Abruzzes                                                                          | Italie                                                                    |
| Pas d'image | Chitarrina         | Chitarrina abruzzese | Petites guitares                                                                            | Chitarra plus petites | Abruzzes                                                                          | Italie                                                                    |
|             | Ciriole            | Manfricoli |                                                                                             | Chitarra plus larges | Ombrie                                                                            | Italie                                                                    |
| Corzetti.   | Corzetti           | Corsetti, Croset, Crosetti, Croxetti, Torsellini | Hosties                                                                                     | Disque imprimé en relief avec un tampon | Ligurie                                                                           | Italie                                                                    |
| Pas d'image | Ferrazzuoli        | |                                                                                             | Forme plate avec ligne irrégulière | Campanie                                                                          | Italie                                                                    |
|             | Foglie d'ulivo     | Foglie di ulivo | Feuilles d'olive                                                                            | Forme de feuille d'olivier | Pouilles Ligurie                                                                  | Italie                                                                    |
| Pas d'image | Foglie di carciofo | | Feuilles d'artichaut                                                                        | Forme de feuille d'artichaut | ?                                                                                 | Italie                                                                    |
| Pas d'image | Frascarelli        | |                                                                                             | Forme de grumeaux | ?                                                                                 | Italie                                                                    |
| Pas d'image | Fusilli lunghi     | | Longues torsettes                                                                           | Bâtons très longs, enroulés comme une corde de téléphone | Campanie                                                                          | Italie                                                                    |
| Pas d'image | Gnocchetti         | |                                                                                             | Petits Gnocchi | Frioul-Vénétie Julienne                                                           | Italie                                                                    |
|             | Gnocchi            | Gnoques, Gnudi, Kopytka, Longettes, Njoki, Ñoqui, Pierogi leniwe, Švilpikai                                                                          |                                                                                             | Plus ou moins ronds, souvent faits avec de la farine et de la pomme de terre                                                                                              | Toute l'Italie Comté de Nice Côte Adriatique Europe centrale                      | Italie France Slovénie Croatie Pologne Lituanie                           |
|             | Knepfle            | Brimsennocken, Halušky, Kneff, Knepfla, Knöpfle, Knöpfli, Knepp, Knepple, Nocken, Strapačky                                                          |                                                                                             | Variante entre le gnocchi et le spätzle | Grand Est Monde germanique Europe centrale                                        | France Allemagne Autriche Hongrie Slovaquie                               |
|             | Lorighittas        | |                                                                                             | Boucles torsadées | Sardaigne (Morgongiori)                                                           | Italie                                                                    |
|             | Maltagliati        | Malfatti, Puntarine | Mal coupés                                                                                  | Morceaux triangulaires irrégulièrement coupés | Émilie-Romagne                                                                    | Italie                                                                    |
| Pas d'image | Mandilli de sea    | |                                                                                             | Longues feuilles irrégulièrement coupés | Ligurie (Gênes)                                                                   | Italie                                                                    |
| Pas d'image | Piccage            | | Jupes                                                                                       | Pâtes aromatiques en chaînes infusées aux herbes | Ligurie                                                                           | Italie                                                                    |
|             | Pici               | Bringoli, Lunghetti, Pinci, Tortorelli, Umbricelli, Umbrichelli                                                                                      |                                                                                             | Pâtes très larges | Toscane Ombrie                                                                    | Italie                                                                    |
|             | Pizokels           | |                                                                                             | Variante de spätzle | Grisons                                                                           | Suisse                                                                    |
| Pas d'image | Rombi              | |                                                                                             | Sagne coupées en losange | Abruzzes                                                                          | Italie                                                                    |
|             | Schupfnudel        | Bauchstecherla, Baunzen, Bubespitzle, Bubenspitzle, Buwespitzle, Dradewixpfeiferl, Erdepfebaunkerl, Fingernudeln, Krautnudeln, Schopperla, Schoppala | Nouilles roulées                                                                            | Variante de spätzle | Bade-Wurtemberg Bavière                                                           | Allemagne Autriche                                                        |
|             | Spätzle            | Chnöpfli, Csipetke, Fierfuli, Galuska, Gnocchetti tirolesi, Guilles d'âne, Nokedli, Spatzâ, Spatzen, Spätzlâ, Spätzli, Spatzln                       | Petit moineau                                                                               | À base d'œuf, qui peuvent être rondes (si fabriquées à la presse mécanique), ainsi rappelant les vers à cause de leur consistance, ou irrégulière (si faites à la maison) | Alsace Lorraine Franche-Comté Monde germanique Europe centrale Trentin-Haut-Adige | France Suisse Allemagne Autriche Italie Hongrie Serbie Slovaquie Slovénie |
| Pas d'image | Taccozzette        | |                                                                                             | Forme écrasée en forme de rhombe | Abruzzes                                                                          | Italie                                                                    |
|             | Tarhonya           | Tarhoňa |                                                                                             | Pâtes irrégulières granuleuses | Europe centrale                                                                   | Hongrie Slovaquie                                                         |